# Хомогенна Сърбия
„Хомогенна Сърбия“ е меморандум на четническия идеолог Стефан Молевич от 1941 г. Прима се за фундаментален тезис на новата четническа великосръбска идеология при условията на пълния разгром на Кралство Югославия в операция Ауфмарш 25 през месец април същата тази година.
Непосредствено по време на пълния крах на кралска Югославия, Стефан Молевич е адвокат в Баня Лука, откъдето се мести в Стара Херцеговина – Никшич. На 30 юни 1941 г. учредява движението „Хомогенна Сърбия“, чийто устав става програма на четничеството в сръбските земи по време на Втората световна война. Официалното име на тази организация е „Югославска армия в отечеството“. В своя статия по повод образуваното движение, Молевич пише, че основната грешка на предходната югославска държавна организация е, че през 1918 г. не били твърдо определени границите на Сърбия. Тази грешка трябвало да се коригира за в бъдеще, т.е. тогава или никога. Тези граници е трябвало така да бъдат прокарани според Молевич, че да включват цялата етническа територия, на която сърбите живеят – със свободен достъп до морето, за всички сръбски области, които са в близост до Адриатика.
Концепцията за „Хомогенна Сърбия“ препоръчва създаването на нова „Велика Югославия“ и „Велика Сърбия“, което става факт след победата на съюзниците над силите на Оста във Втората световна война.
С цел постигнето на сръбска хомогенност в определените от Молевич сръбски етнически територии, четниците започват етническо прочистване и геноцид, от което пострадват най-вече бошняците на територията на Босна, Черна гора и Санджак, понеже върху тези територии хърватската усташка държава упражнява слаб централен контрол. И по тази причина, т.нар. босненски мюсюлмани съставят през 1943 г. 13-а СС планинска дивизия Ханджар (1-ва хърватска) за борба със сръбските четници на тези територии.
След Втората световна война, в специалната книга която посвещават на сръбското четничество, Здравко Диздар и Михайло Соболевски събират 209 документи за престъпленията на четниците през Втората световна война, които като цяло не получават разгласяване, тъй като четническите акции се ползват с негласното одобрение и на изтока, и на запада по време и след войната. Авторите на книгата правдиво препредават спомени и описания на масови кланета, изнасилвания, палежи с изгаряне на живи хора, обезглавявания, набивания на кол, избиване на пленени и ранени и ритуални екзекуции на католически свещеници, извършени от „югославската армия в отечеството“. Сръбските четници участват и във военни престъпления – убийство на български войници, след което очите им са избодени ритуално от четниците по примера на византийския император Василий Българоубиец.